# میلدرد ۸۷۸
سیارک ۸۷۸ (به انگلیسی: 878 Mildred، نامگذاری:1916f) هشتصد و هفتاد و هشتمین سیارک کشف شده‌است که در ۶ سپتامبر ۱۹۱۶ کشف شد.
قدر مطلق سیارک برابر ۱۵٫۰۰ است.